# 周学东 (学者)
周学东（1957年—），女，汉族，中华人民共和国政治人物、第十一届全国政协委员。
加入中国共产党，担任四川大学党委副书记、华西口腔医学院院长。2008年，当选第十一届全国政协委员，代表教育界，分入第四十二组。